# بروس ووكر
بروس ووكر (بالإنجليزية: Bruce Walker)‏ (27 أغسطس 1946 المملكة المتحدة - ) هو لاعب كرة قدم بريطاني يلعب كلاعب وسط.